# Донецька складчаста споруда
Донецька складчаста споруда  — це тектонічна споруда на південному сході України, частина Донецького прогину в межах Донецької і Луганської областей України та Ростовської області Росії.
Донецька складчаста споруда утворилася в результаті герцинської складчастості на місці субгеосинклінального прогину, що активно розвивався з кінця середньодевонської до початку ранньопермської епохи. В мезозої та кайнозої тут проявилися слабкі тектонічні рухи альпійської складчастості. Донецька складчаста споруда є синклінорієм.
Донецька складчаста споруда складена осадовими, переважно палеозойськими відкладами, що залягають на кристалічному фундаменті. Девонські відклади (пісковики, аргіліти, вапняки, гіпси, ангідрити та ефузивні породи) залягають у півд.-зах. та центральному частині прогину, де їх потужність сягає 3,5 тис. м. Відклади кам'яновугільної системи представлені трьома відділами.
Основну частину розрізу становить середньо- та верхньокам'яновугільна товща пісковиків, аргелітів та алевролітів потужністю 15-18 тис. м з пластами і прошарками кам'яного вугілля та вапняків. Мезозойські утворення залягають на периферії: тріасові пісковики та глини (товщина 200—300 м), юрські морські глини, алевроліти, пісковики та континентальні червонобарвні утворення (300—400 м), верхньокрейдові піщаноглинисті і карбонатні породи (до 600 м).
Палеогенові й неогенові відклади мають обмежене поширення, антропогенові залягають у вигляді майже суцільного покриву (лесовидні суглинки, супіски, піски), досягаючи 20-30 м. У півд. частині відомі прояви магматизму, пов'язані з активізацією тектонічних рухів у девоні. Основна корисна копалина: кам'яне вугілля (Донецький кам'яновугільний басейн). Є багаті поклади ртуті (Микитівське род.), крейди (Луганська обл.), вогнетривких глин, флюсових вапняків, мергелю, скляних та формувальних пісків.